# Tęczankowate

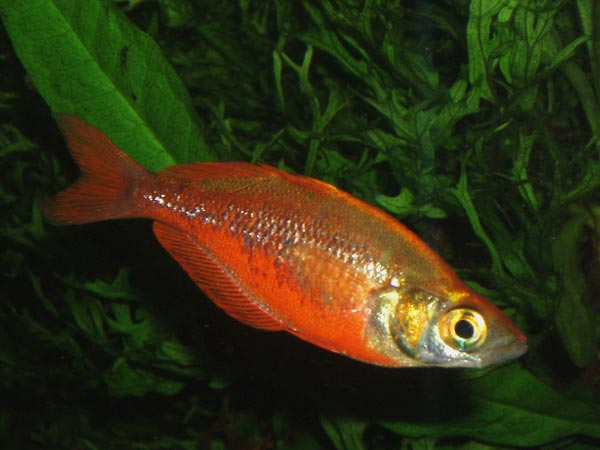
Glossolepis incisus

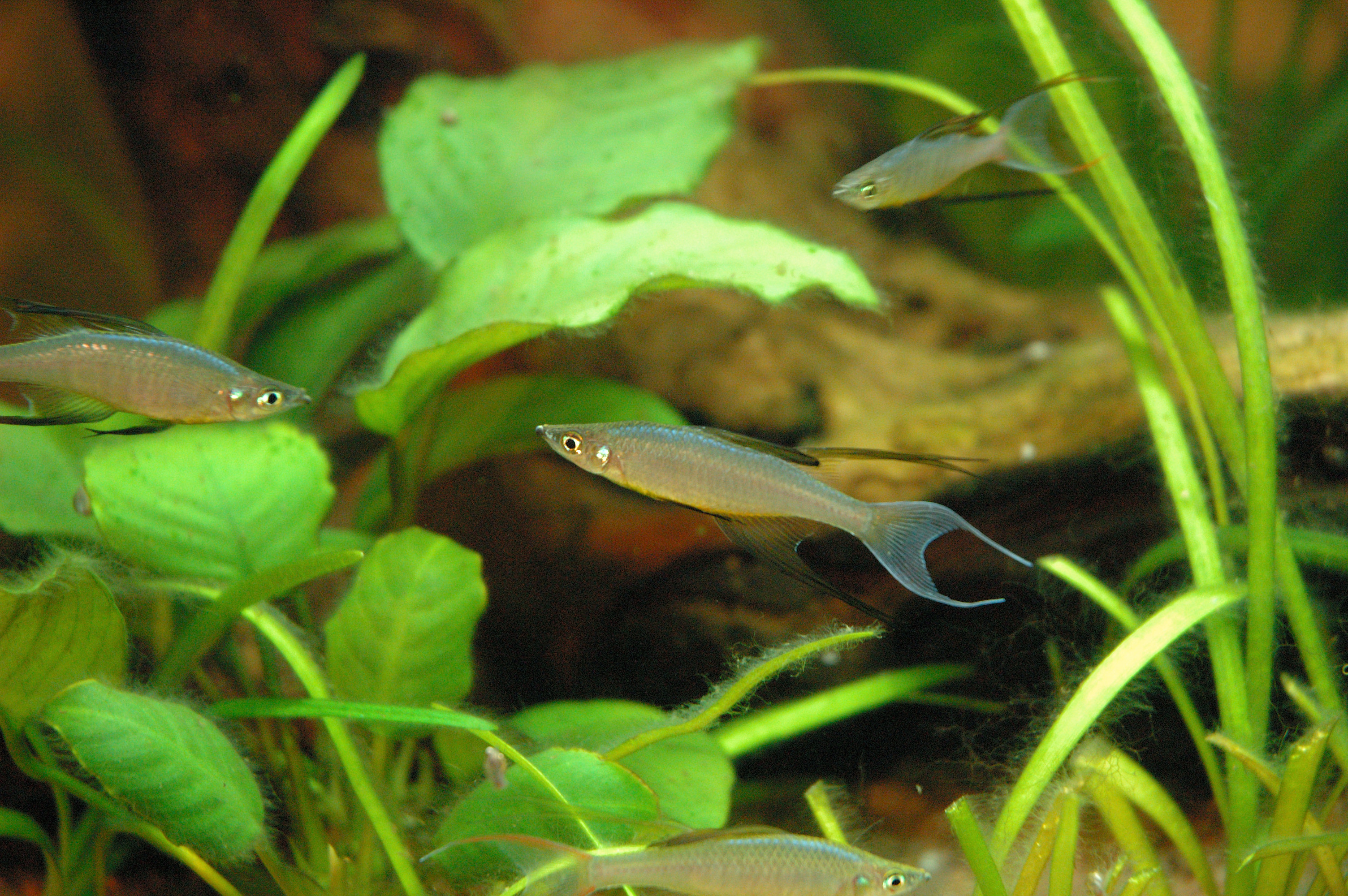
Iriatherina werneri

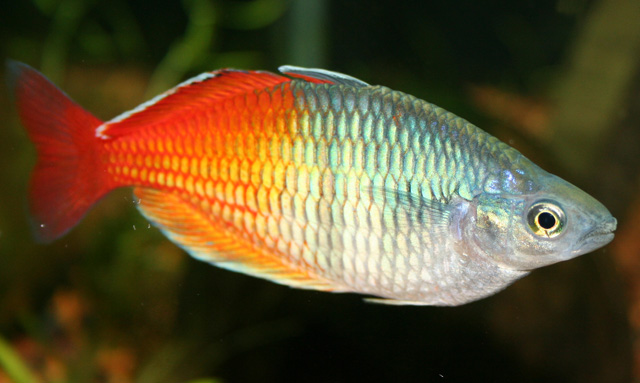
Melanotaenia boesemani

Tęczankowate (Melanotaeniidae) – rodzina ryb aterynokształtnych (Atheriniformes). Liczne gatunki są popularnymi rybami akwariowymi o dużym znaczeniu w akwarystyce. Wiele gatunków jest zagrożonych wyginięciem w wyniku szybkiej degradacji ich środowiska. Rodzajem typowym rodziny, a zarazem najliczniejszym w gatunki jest rodzaj Melanotaenia.

## Występowanie
Przedstawiciele tej rodziny zamieszkują głównie słodkie wody północnej i wschodniej Australii, Nowej Gwinei i kilku pobliskich wysp, gdzie niektóre są endemitami. Bedotia i Rheocles (wydzielane do odrębnej rodziny) są endemitami Madagaskaru. Tęczankowate występują w wodach płynących i stojących. Nieliczne zasiedlają wody słonawe, rzadko morskie.

## Cechy charakterystyczne
Są to niewielkie, kolorowe ryby o ciele bocznie silnie ścieśnionym, smukłym do krępego. Długość ciała mieści się w przedziale od kilku do 12 centymetrów. Wyróżniają się obecnością dwóch płetw grzbietowych z szeroką przerwą między nimi. Pierwsza z tych płetw ma 3–7 promieni i jest znacznie mniejsza od drugiej (6–22 promieni). Linia boczna nieobecna lub słabo rozwinięta. Łuski duże. U wielu gatunków dymorfizm płciowy jest silnie zaznaczony.

## Systematyka
Systematyka rodziny pozostaje sporna. Taksonomowie zgodnie przyjmują, że Melanotaeniidae sensu lato jest taksonem monofiletycznym. Dyskusyjne pozostają relacje pokrewieństwa pomiędzy poszczególnymi grupami zaliczanymi do tej rodziny (w jej najszerszym ujęciu). Wielu autorów, np. Allen (1995), Ivantsoff et al. (1997), Aarn i Ivantsoff (1997), wyodrębnia z tradycyjnie rozumianej Melanotaeniidae rodziny Bedotiidae, Pseudomugilidae i Telmatherinidae. Joseph Nelson (2006) zalicza do Melanotaeniidae 17 rodzajów w 4 podrodzinach (Bedotiinae, Melanotaeniinae, Pseudomugilinae i Telmatherininae) wskazując na niewyjaśnione relacje pokrewieństwa pomiędzy nimi.

## Klasyfikacja
Rodzaje zaliczane do tej rodziny:
Cairnsichthys — Chilatherina — Glossolepis — Iriatherina — Melanotaenia — Pelangia — Rhadinocentrus